# Goesdorf
Goesdorf (lussemburghese: Géisdref) è un comune del Lussemburgo nord-occidentale. Si trova nel cantone di Wiltz, nel distretto di Diekirch.
Nel 2005, la città di Goesdorf, il capoluogo del comune che si trova nella parte meridionale del suo territorio, aveva una popolazione di 238 abitanti. Le altre località che fanno capo al comune sono Buderscheid, Dahl, Nocher e Nocher-Route.